# Кей (рицар)

Сър Кей е един от рицарите на Кръглата маса, герой от цикъла легенди за крал Артур. Той е син на сър Ектор Верни. На последния е поверено отглеждането на малкия Артур в смутните времена, настъпили след смъртта на крал Утер.
След като сър Кей бил посветен в рицарско звание, малкият Артур станал негов оръженосец.
За да се определи кой ще е крал на британците, бил организиран турнир, по време на който този, който успее да извади меча, забит в камък (според някои от версиите този меч бил самия Екскалибур) е щял да стане крал на Англия. Артур, като оръженосец на Кей е трябвало да донесе меч. Бързайки да донесе оръжие, той измъкнал меча от камъка.
Когато Артур става крал, той назначава сър Кей за сенешал – управител на двореца.